# 茨木台

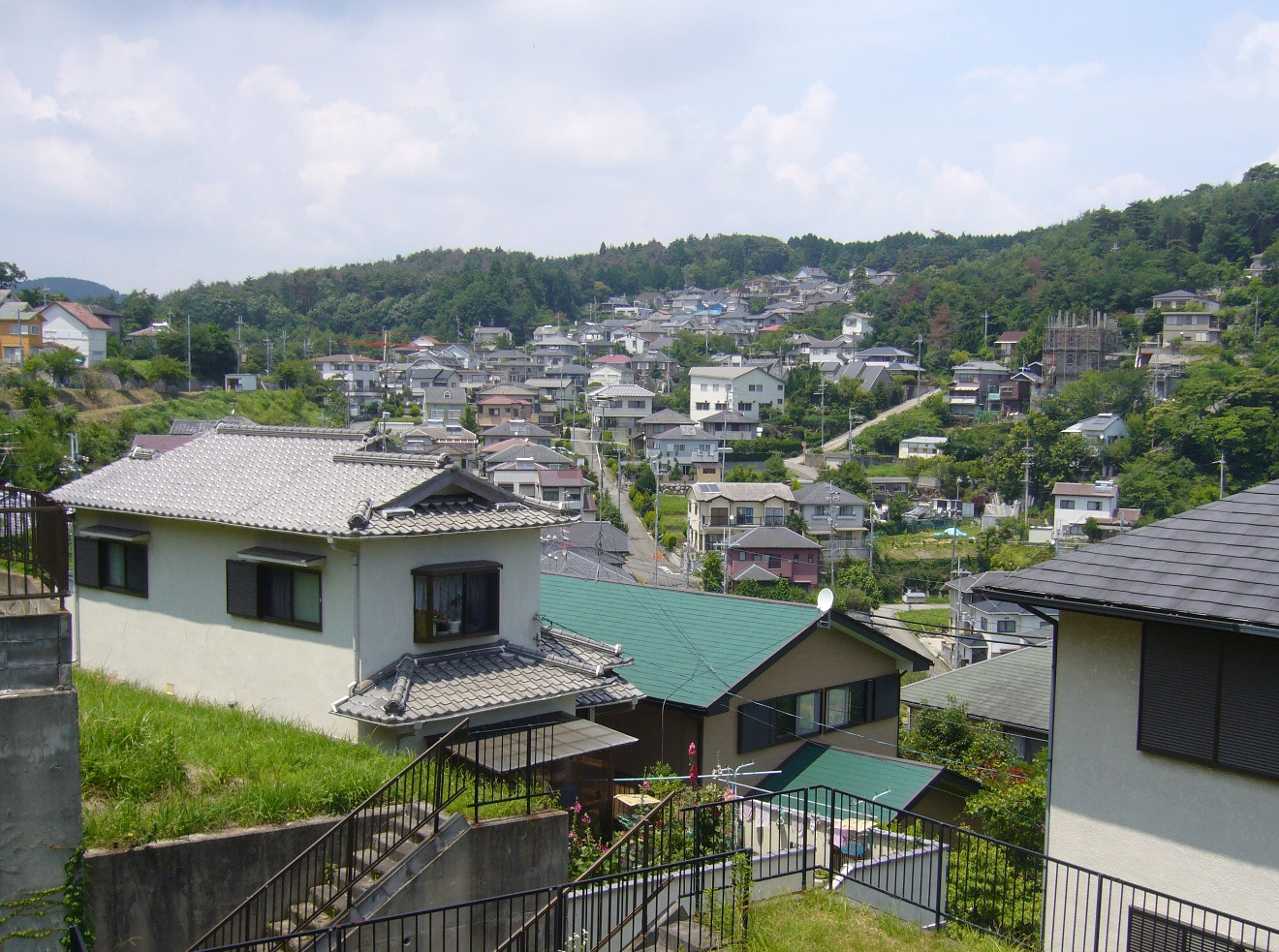
見立南区側から望む見立北区（奥左側）と松風台（奥右側）

茨木台（いばらぎだい）は、京都府亀岡市東別院町鎌倉見立に位置する郊外型ニュータウンで「茨木台ニュータウン」と呼ばれることもあるが、大阪府茨木市に所在するのではなく京都府亀岡市にある。また、茨木市は「いばらきし」と読み、「き」は濁らないが、茨木台は「いばらぎだい」と、「き」が濁っている。

## 概要

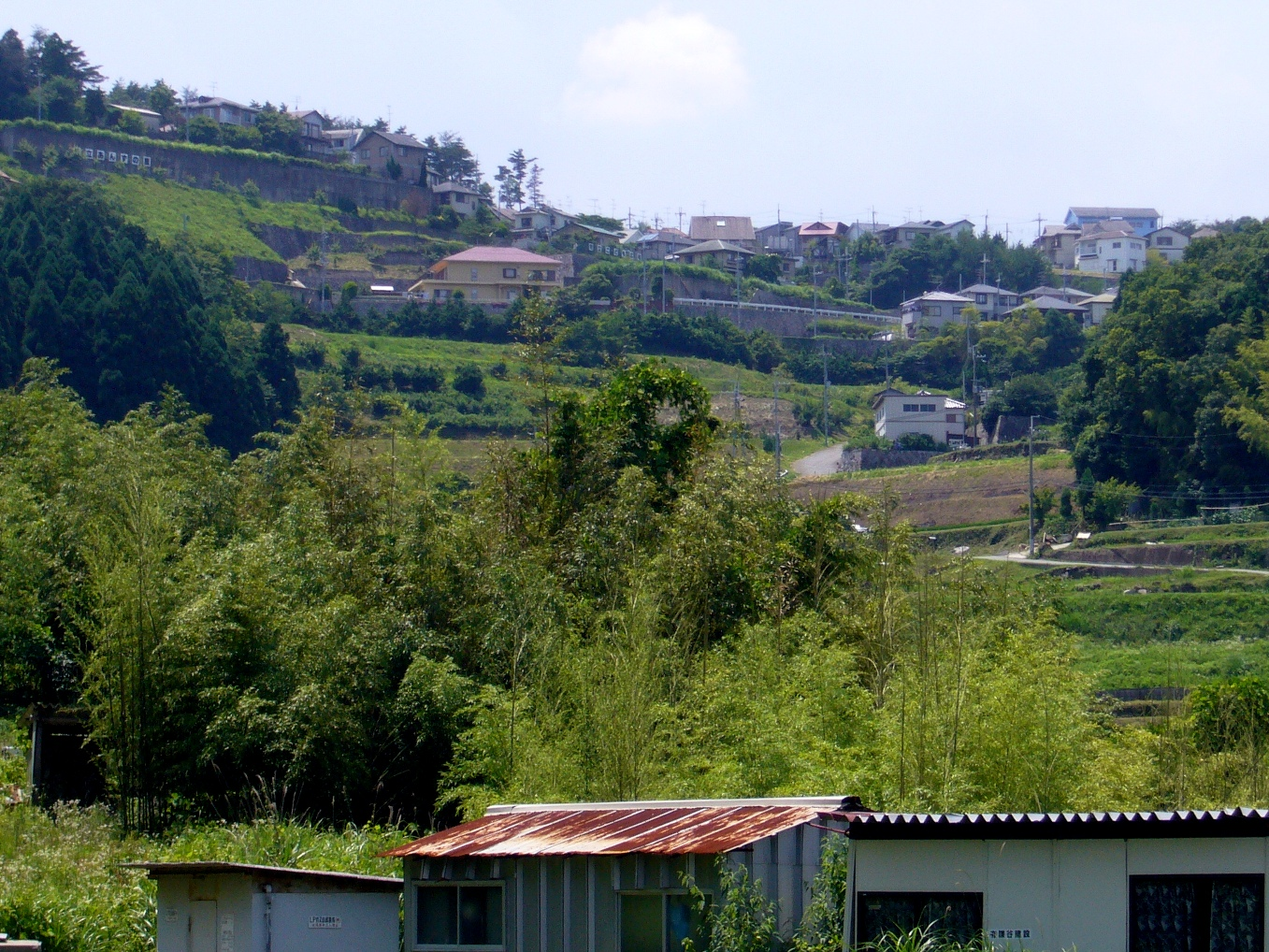
隣接する雁松区住宅地（鎌倉台）から見上げる

「茨木台」は正式な地名ではなく、丸善地所株式会社による分譲当初に使用された愛称であるが、現地でも道標や閉店した商店などに僅かに茨木台の表示が残されているものの、正式な所在地は大阪府茨木市ではなく隣接する京都府亀岡市の見立（けんだち、げんだち）地区であり、見立区と通称されることも多い。分譲当初の経緯から道路や水道の管理は見立北区・見立南区・松風台の3区に分かれているが、自治会は見立北区と見立南区の両区に分かれており、松風台は見立南区の自治会に所属している。
茨木台ニュータウンは亀岡市南部の都市計画区域の外側、DID地区（人口集中地区）の外側に開発された郊外住宅地である。生活圏は茨木市に依存しているが、茨木市市街地のJR茨木駅までは約12kmの距離の位置にある。
最寄りのバス停は阪急バスの茨木市銭原にある「銭原」バス停で徒歩で約20分・1.5kmである。分譲当時には「銭原」停留所には、豊能町余野から銭原を経てJR茨木駅・阪急茨木市駅へ向かう阪急バス忍頂寺線（81系統）が運行されていたが、運行本数は漸次減少していき、2021年12月時点では1日3往復（忍頂寺小学校への通学便を除く）までに減った。さらに、2024年3月には茨木市街への路線は廃止され、大阪モノレール彩都西駅へ向かう路線（忍頂寺線139系統・余野～銭原～忍頂寺～彩都西駅）に変わったが、終点の彩都西駅で箕面萱野駅行きの阪急バス彩都線や茨木市街に向かう阪急バス茨木彩都線に乗り継ぐことができる。
また、京都府亀岡市の市街地への公共交通はない。2000年には地域住民により亀岡市域方面へのスクールバスが陳情されたが、亀岡市教育委員会教育長の橋詰澄雄はこれを拒否した（後述）。
また、最寄り駅は大阪モノレールの彩都西駅（大阪府茨木市）で自動車で約20分の位置にある。
なお、亀岡市東別院町には、ほかにも「北摂ローズタウン」（東別院町湯谷柳山など・ローズタウン区）や「鎌倉台」（東別院町鎌倉雁松・雁松区）などの、茨木台と同様に府境の尾根に近い立地の新興住宅地がいくつかあり、隣の亀岡市西別院町にも「北摂バードタウン」（西別院町寺田など・旧大室区）や同住宅に隣接する「松風台」（西別院町万願寺大室・大室区）などがある。

## 歴史
1970年代後半から民間開発業者によって分譲が始まった。開発面積は約21ヘクタールである。600区画が売り出され、一坪20万円台～50万円台で土地だけで1000万円以上したが、道路建設やモノレール延伸の話もあったことなどからほぼ完売した。
分譲当時、事業者側は、近隣の茨木市北部・箕面市東北部にまたがる国際文化公園都市構想（現在の彩都）による開発を受けて、大阪高速鉄道（大阪モノレール）の国際文化公園都市モノレール線（彩都線）の延伸構想や第二名神高速道路（現在の新名神高速道路）の構想があったことを受け、こうした交通網の充実を売り文句としてしていた。この手法は、大和団地（現在の大和ハウス工業）が開発した北大阪ネオポリス（豊能町希望ヶ丘）をはじめ、周辺の宅地分譲で多く利用されていた。
しかし、バブル崩壊によって、1991年に開発業者は倒産すると、茨木台ニュータウンは規制のない白地で行政の介入のない土地に業者が私有地として道路等を整備していたため、自治会が道路の補修工事や水道の維持管理などを負うことになった。
多いときには700人ほどいた（1995年当時）人口は、2020年には300人ほどになった。また2011年頃から高齢化が進行し、空き家が目立つようになったといわれている。
2008年頃から、インターネット上で北大阪ネオポリス（豊能町希望ヶ丘）をはじめとした大阪遠郊地域の分譲住宅地が話題に取り上げられたことで、茨木台も注目を浴びることとなった。バブル期に比べて土地建物の価値が下落したことに加え、2017年に新名神高速道路が開通したこと（茨木千提寺インターチェンジから15分強）、北大阪急行電鉄南北線の箕面萱野駅への延長開業（2024年3月）が近づいたことなどから、2020年の新型コロナウイルス大流行を機にリモートワークや趣味のために空き家を購入する例もみられるようになっている。一方で放置されて草木が生い茂っている区画も多く、土地の所有者がわからない区画も増えている。

## 施設

### 道路
- 茨木市側の公道と茨木台ニュータウンとをつなぐ舗装された道路は茨木市が管理する公共施設（茨木市青少年野外活動センター）の敷地しかなく、住民らの要望でバリケードの一部が撤去されて自動車1台分のみ通行できるようになっている[2]。
- 亀岡市側の道路（亀岡市道鎌倉線）は少しずつ改修が進められた結果、京都府道46号茨木亀岡線までの区間は、市道区間の拡幅工事が2009年3月完成の「鎌倉神社」付近の工事を以って完了し行き違いが容易となった。ただし、市道から分かれた茨木台への最終区間は幅員はあるものの傾斜が極めて急で、冬季に数日はある積雪時には通行が困難となる。
- 私有地のため、先述のように業者の倒産後、道路の補修工事は住民が負うことになった[1][2]。
- 道路は自治会所有の私道で維持費用も含めて住民管理であり、開発業者が1991年に倒産[4]した際に、銀行や大阪市に差し押さえられた団地内の道路を、1998年に住民が共同自己負担で買い取った経緯がある。
- 道路の補修については住民の要望で2017年に亀岡市の補助制度が設けられて、最大9割の補助が受けられるようになった[2]。

### 水道
- 水道施設（飲料水井戸・配水施設・水道管など）も自治会所有で、維持費用も含めて住民管理である。また、その旨は地域内の数ヶ所に掲示されている。2004年には見立北区において新規に飲料用井戸を掘削している。また開栓料などの料金が見立北区と見立南区で異なる。
- 毎週、自治会の水道委員が水道メーターの確認を行っている[2]。

### 宅地分譲
- 「茨木台ニュータウン」および「鎌倉台ニュータウン」を開発した事業者は、大阪市に本社をおいた丸善地所（株）で、1967年1月に設立した。茨木台や鎌倉台でのニュータウン開発のほか、大阪市や鹿児島市でマンションの販売・賃貸をおこなっていた。[4]
- 阪急バス「銭原」バス停そばにある『茨木市青少年野外活動センター』のモニュメントの裏側の側溝には、「茨木台・ガーデンシティ鎌倉／好評分譲中／事業主：大和興産（株）、販売協力：ミサワホーム近畿」と書かれた看板が保存されている。

### 学校
- 校区である東別院小学校は約5キロ離れているが、スクールバスが500メートルほど下ったところまで通ってくる。
- 最寄りの中学校は亀岡市東別院町の別院中学校だったが2023年3月で閉校となり、2023年4月からは亀岡市薭田野町の南桑中学校となる[12]。
- 公立高校については、住民の要望により茨木駅へのバス路線沿いにある、大阪府立福井高等学校（茨木市）への通学が認められている。[13]
- 2000年3月9日の亀岡市議会定例会において、市議の佐々木幸夫は茨木台地区における通学問題の質疑を行った。

```
中学校の通学問題でありますが、私のところへ
小さい子どもを持った人たちが、転居を余儀なくされた
ということで、その思いを綴られた手記が届いておりますので、これをちょっと読ませていただきます。
　「現在、６歳の娘を持つ母親です。私たちの住む見立から中学校までは９キロあると聞いています。その９キロの道のりは、自転車で通学しているのを見ますが、半分は坂道で、夏は顔を真っ赤にして自転車を押し、冬は日も落ち、暗く寒い中、一生懸命押して、
道路ではダンプがものすごいスピードで走る横を自転車で走っていますが、私自身も何度となく危ないと感じた
ことがあります。それが子どもの体力づくりにいいと言う親御さんもいるとは思いますが、私は、
学校が遠い、それも平坦な道のりの遠さではないので、それが理由で引っ越す
ことにしました。私だけではなく、それを思っている方が多数いらっしゃいますし、
実際それが理由で引っ越された方も何人かいます
。せめてスクールバスを運行してもらえないものでしょうか。その心配をなくするためにスクールバスを運行してもらえれば、時間にゆとりを持って部活動なり、家で勉強なり、友達と遊ぶことができるようになると思います。女の子だと特に身体的変化のある時期なので、苦痛もあると思います。うちも女の子なので、自転車に乗ったり、押したり、苦痛があると思い、心配になりました。その心配がなければうちも引っ越す必要はないのです。少しでも学校に安心して通学できるように検討してもらえないでしょうか。よろしくお願いいたします。」こういう手記を残して、隣の方に渡して、そして転居をされたと私は聞きました。
　また、もう一人の方は、きょうだいが３人あるのに、一番上の子どもが少し体が弱いということから、自転車で別中までとてもうちの子では無理やと。だからといって親が送り迎えするわけにもいかないということで、
やむなく茨木にいるおばあさんの家にその子どもを預けて、そして家族がバラバラになってそして暮らさねばいかん
という話を私は聞いたわけですが、非常に人生にとって大事な時期にこういう状態になっていることについて、私は教育委員会はもう少し心を痛めてほしいと思うんです。
　昨年、私はこの問題も取り上げましたが、見立の子どもの高校生が、茨木の大阪府の方へ転校するということを大阪府の教育委員会などにもお願いをして、それをやられたということを聞きましたけれども、それが実際、現在何人かがそうして通っておられますけれども、高校生は仕方がないとしても、せめて義務教育の子どもたちはそういうことにならないように、やはり配慮をするのが教育委員会の役割ではないでしょうか。私はそのように考えるわけであります。
```

これに対して、亀岡市教育委員会教育長の橋詰澄雄（現・亀岡市陸上競技協会名誉会長）は、次のように回答した。
```
　中学生のバス通学の件でございますけれども、中学時代といいますと非常に多感な時代で、そして成長の著しい時期でもございます。また半面、心の教育推進事業でもいろいろと皆さん方にお話をさせていただいておるわけでございますが、体験不足ということも言われておるわけでございまして、別院中学校の子どもたちというのは、遠いところを自転車で通学しておるという、そういった中で、いろいろの体験をしてくれておるわけでございまして、それは人生の中で必ず生かしていけるというふうに私は思っておるところでございます。
　先ほど、保護者のお話を聞かせていただきました。聞かせていただきますと、私たち大人は自動車に乗り、便利に通勤もさせていただいておりますので、何とかしたいなというふうな気持ちにもなるわけでございますけれども、今まで子どもたちのそういう実態に大人がすり寄っていって、
子どもたちを弱くしてきたというふうな私は反省もいたしておるところでございまして、別院中学校の子どもたちにはひとつ頑張ってほしい
というふうに思っております。
```

このように茨木台地域における通学問題は、2000年の時点ですでに問題になっていたにもかかわらず、対策はなされることはなかった。このことは、茨木台がインターネット上で話題になるきっかけとなった北大阪ネオポリス（豊能町希望ヶ丘）でも、町政が豊能町西地区（妙見山塊を隔てて西側。国道477号・能勢電鉄妙見線沿線）を優遇したために、住宅開発から10年足らずで希望ヶ丘から若者が流出したことと同じ構図である。

### 通信
- かつて、携帯電話はauだけが受信できたものの電波状態は常に良好ではない地域であった。2007年になって隣接する狩待峠近くにNTTドコモのFOMAのアンテナ（NTTドコモ関西東別院鎌倉無線中継所）が建てられたため、FOMAの携帯電話の通話は非常に良好になり、SOFTBANKの携帯電話は、いわゆるプラチナバンドのみ受信できる。
- ブロードバンドインターネット接続環境の整備が遅れており、インターネット環境は長らくナローバンド回線の使用を強いられていたが、2010年よりケイ・オプティコムによるFTTHサービスが開始されている。

## 在住の著名人
- 辛坊治郎 - バブル期の1989年後半から1990年に別荘として購入[14]。しかし、低温による水道管破裂過多とログハウスである邸宅が朽ちて、メンテナンスが行き届いていない状態で所有。

## 関係図書
- 吉川祐介「限界ニュータウン～荒廃する超郊外の分譲地」（太朗二郎社ｴﾃﾞｨﾀｽ2022年）

## テレビ報道
- 報道ランナー「特命報道ツイセキ：バブル期に開発"限界ニュータウン"の今」　（関西テレビ、2022年10月13日）[1]
- 限界ニュータウンと言われても～住民自治を生きる人々　（MBS、2023年9月24日）[15]。

## 参考項目
- 北大阪ネオポリス - 茨木台から南西の豊能町希望ヶ丘にある住宅地。遠隔郊外型の新興住宅地という点においては茨木台と同様である。茨木台がネット上で有名になる経緯には、この項目で茨木台が紹介されたことが由縁している。
- 磯村建設 - 首都圏において、遠隔郊外型の新興住宅地における建売住宅の販売を行っていた不動産事業者。